# Egweil
Egweil – miejscowość i gmina w Niemczech, w kraju związkowym Bawaria, w rejencji Górna Bawaria, w regionie Ingolstadt, w powiecie Eichstätt, wchodzi w skład wspólnoty administracyjnej Nassenfels. Leży na terenie Parku Natury Altmühltal, w Jurze Frankońskiej, około 10 km na północny wschód od Eichstätt.

## Demografia
Dane o ludności z 31 grudnia 2008:
| Opis                                | Ogółem | Ogółem | Kobiety | Kobiety | Mężczyźni | Mężczyźni |
| ----------------------------------- | ------ | ------ | ------- | ------- | --------- | --------- |
| Jednostka                           | osób   | %      | osób    | %       | osób      | %         |
| Populacja                           | 1071   | 100    | 541     | 50,51   | 530       | 49,49     |
| Wiek przedprodukcyjny (0–17 lat)    | 202    | 18,86  | 106     | 9,9     | 96        | 8,96      |
| Wiek produkcyjny (18–65 lat)        | 693    | 64,71  | 346     | 32,31   | 347       | 32,4      |
| Wiek poprodukcyjny (powyżej 65 lat) | 176    | 16,43  | 89      | 8,31    | 87        | 8,12      |

## Polityka
Wójtem gminy jest Wunibald Koppenhofer, rada gminy składa się z 12 osób.
|      | CSU/PW | Razem |
| 2008 | 12     | 12    |
| 2002 | 12     | 12    |